# Lily Weiding
Lily Weiding født Lilli Vejding (født 22. oktober 1924 på Frederiksberg, død 15. juni 2021) var en dansk skuespillerinde, der medvirkede i både skuespil og film.

## Opvækst og karriere
Hun er datter af bassist Poul Knud Vejding og hustru Ane Marie Gaarsdal og fik plads på et kontor og modtog siden balletundervisning.
I 1942 debuterede hun som kun 17-årig på Frederiksberg Teater som Emily i Vor By og blev 1943-1945 uddannet på Det kongelige Teaters elevskole og var ansat på teatret de næste år. Derpå fik hun engagement på Riddersalen og var igen knyttet til Det kongelige Teater i flere omgange, bl.a. 1958-1966.
Lily Weiding fik også roller på Odense Teater, Husets Teater, Bristol Music Centers Teater og Betty Nansen Teatret.
Hun fik roller i My Fair Lady, Hedda Gabler, Lang dags rejse mod nat, Morgen og aften, Som man behager, Shen Te/Shui i Ta i Det gode menneske fra Sezuan, Celimene i Misantropen og Aske til Aske, Hedvig i Vildanden, Solveig i Peer Gynt, Alma i Flyvende Sommer, Patty i Een af tusind, Lucille i Lucretia, Ersilia i Nøgen, Mary i Den sovende Prins, Alkmene i Amfitryon 38, Alice i Vetsera blomstrer ikke for enhver, Ellinor i Bal i den borgerlige, Nora i Hvor gik Nora hen, da hun gik ud?, Karen-Muriel-Norma i Hotel Plaza Nr. 719, Emily-Celia-Dorothy-Mor i Æblet falder ikke langt fra stammen, Alice i Play Strindberg, Edna i Fangen på 14. sal og Anna i Frk. Reardon drikker lidt.
Hun har også instrueret American Buffalo i 1977, ligesom hun har medvirket i en række film. I 1986 spillede hun kongens søster Fedorika i DR tv-julekalender Jul på Slottet. Kongen blev spillet af Morten Grunwald, som hun giftede sig med i 1980.

## Hæder
- Gösta Ekman-prisen 1950
- Teaterpokalen 1956
- Holger Gabrielsens æreslegat 1956
- Frederik Schybergs mindelegat 1961
- Läkerols Kulturpris 1963
- Bodil Ipsen-legatet 1964
- Henkel-prisen 1966
- Ridder af Dannebrog 1968
- Tagea Brandts Rejselegat 1970
- Ingrid Jespersens Legat 1970
- Olaf Poulsen-legatet 1973

## Privatliv
I 1945 blev hun gift med skuespilleren Sigfred Johansen. Efter hans død levede hun sammen med skuespilleren Mogens Wieth, med hvem hun fik døtrene Xenia og Julie Wieth, der også er uddannede skuespillere.
Lily Weiding dannede fra 1965 par med skuespilleren Morten Grunwald. I 1968 fik de datteren, Tanja Grunwald og blev gift i 1980. Lily Weiding er mormor til Amalie Schjøtt-Wieth og Johan Suurballe Wieth, der er guitarist i bandet Iceage. Ægteskabet med Morten Grunwald varede til dennes død 14. november 2018.

## Filmografi

### Film
- Tyrannens fald – 1942
- Damen med de lyse handsker – 1942
- De kloge og vi gale – 1945
- Billet mrk. – 1946
- Oktoberroser – 1946
- Familien Swedenhielm – 1947
- Tre år efter – 1948
- Kristinus Bergman – 1948
- Tante Tut fra Paris – 1956
- Ingen tid til kærtegn – 1957
- Tre må man være – 1959
- Halløj i himmelsengen – 1965
- Martha – 1967
- Tjærehandleren – 1971
- Olsen-bandens sidste bedrifter – 1974
- En dag i oktober – 1991
- I hvilket vand - 1985
- Det forsømte forår – 1993
- De grønne slagtere – 2003

### Tv-serier
- Jul på Slottet - 1986